# Ropalidia variegata
Ropalidia variegata är en getingart som först beskrevs av Smith 1852.  Ropalidia variegata ingår i släktet Ropalidia och familjen getingar. Inga underarter finns listade i Catalogue of Life.